# 의왕시의 마을버스
의왕시의 마을버스는 경기도 의왕시를 중심으로 하는 소규모 대중교통으로, 6개의 운수업체가 운영하고 있다.
의왕시에는 의왕시 면허의 시내버스 업체가 의왕교통과 학의운수 외에는 없으며, 그 외에는 오로지 마을버스들로 구성되어있다.

## 운임
의왕시의 마을버스 요금 체계는 경기도의 버스요금 체계를 따르나 독자적인 요금이 적용된다.
2019년 11월 기준이다.
| 종류 | 나이                                 | 카드 (원) | 현금 (원) |
| ---- | ------------------------------------ | --------- | --------- |
| 마을 | 어른 (일반, 만 19세 이상)            | 1350      | 1400      |
| 마을 | 청소년 (중·고등학생, 만 13세 ~ 18세) | 950       | 1000      |
| 마을 | 어린이 (초등학생, 만 7세 ~ 12세)     | 680       | 700       |

## 운수 업체
| 운행업체 | 노선 번호 | 등록 대수 |
| -------- | --------- | --------- |
| 덕장운수 | 11        | 3         |
| 덕장운수 | 12        | 3         |
| 덕장운수 | 13        | 1         |
| 덕장운수 | 14        | 2         |
| 백운여객 | 08        | 5         |
| 의왕운수 | 03        | 12        |
| 의왕교통 | 02        | 1         |
| 의왕교통 | 05        | 4         |
| 의왕교통 | 05-1      | 6         |
| 의왕교통 | 05-1A     | 1         |
| 의왕교통 | 07-1      | 5         |
| 의왕교통 | 09        | 1         |
| 청계운수 | 10        | 6         |
| 학의운수 | 06        | 4         |
| 학의운수 | 06-1(A)   | 1         |
| 학의운수 | 06-2      | 1         |

## 노선
| 노선    | 운행사   | 운행구간         | 운행구간 | 운행구간        | 경유지 | 배차 간격 (분) | 비고                                                      |
| ------- | -------- | ---------------- | -------- | --------------- | --- | -------------- | --------------------------------------------------------- |
| 02      | 의왕교통 | 미주아파트       | ↔        | 의왕역          | 미주아파트, 괴말, 금천마을, 부곡주유소, 의왕역, 부곡중앙로, 대우.장미아파트                                  | 20~60          | 일부 시간대 괴말/미주아파트-의왕역 순환운행 공휴일 미운행 |
| 03      | 의왕운수 | 모락산현대아파트 | ↔        | 부흥동 관악타운 | 의왕가구단지, 모락중교, 모락고교, 평촌공고, 평촌학원가, 평촌고교, 범계역, 부흥고교→관악타운→경기글로벌통상고 | 6~7            |                                                           |
| 05      | 의왕교통 | 백운밸리         | ↔        | 인덕원역        | 백운호수, 청계동주민센터, 서울구치소, 인덕원푸르지오엘센트로, 인덕원고교                                     |                |                                                           |
| 05-1    | 의왕교통 | 보건소(의왕시청) | ↔        | 인덕원역        | 고천, 시티병원, 오매기, 백운밸리, 백운호수, 청계지구, 서울구치소, 인덕원푸르지오엘센트로, 인덕원고교         | 16~20          | 청계4단지 경유                                            |
| 05-1(A) | 의왕교통 | 월암종점         | ↔        | 청계동          | 한국교통대학교, 의왕역, 부곡중앙로, 의왕고등학교, 의왕보건소, 우성고등학교, 백운밸리, 백운호수               | 150            | 공휴일 미운행                                             |
| 06      | 학의운수 | 백운밸리         | ↔        | 인덕원역        | 백운호수, 청계동주민센터, 서울구치소, 인덕원푸르지오엘센트로, 인덕원고교                                     |                |                                                           |
| 06-1(A) | 학의운수 | 새터마을         | ↔        | 인덕원역        | 학현마을, 백운호수, 청계지구, 서울구치소, 인덕원푸르지오엘센트로, 인덕원고교                                 | 45             | 청계4단지 미경유                                          |
| 06-2    | 학의운수 | 능안마을         | ↔        | 인덕원역        | 백운호수, 청계지구, 서울구치소, 인덕원푸르지오엘센트로, 인덕원고교                                           | 45             | 청계4단지 경유                                            |
| 07-1    | 의왕교통 | 의왕테크노파크   | ↔        | 성균관대역      | 금천마을, 의왕역, 부곡중앙로, 장안지구, 부곡체육공원, 성균관대역                                             | 13~20          |                                                           |
| 08      | 백운여객 | 오봉산마을       | ↔        | 오전동주민센터  | 의왕시청, 경기외고, 군포역2번출구, 애자교, 모락로사거리                                                      |                |                                                           |
| 09      | 의왕교통 | 산들길입구       | ↔        | 초평동          | 장안지구, 의왕역, 부곡1·2단지, 초평동입구                                                                    | 30~60          | 강진마을 지원 운행                                        |
| 10      | 청계운수 | 청계사입구       | ↔        | 인덕원역        | 청계지구, 서울구치소, 인덕원푸르지오엘센트로, 인덕원고교                                                     | 15             | 청계5·6단지 경유                                          |
| 11      | 덕장운수 | 자유공원         | ↔        | 청계지구        | 평촌학원가, 갈뫼초교, 계원예술대학교, 국민체육센터, 백운고교, 동아에코빌, 포일삼거리                         | 30             |                                                           |
| 12      | 덕장운수 | 평촌학원가       | ↔        | 숲속마을        | 안양농수산물시장, 포일자이, 내손삼성래미안, 벌말초교, 인덕원역, 인덕원고교, 인덕원IT밸리                     | 30             |                                                           |
| 13      | 덕장운수 | 숲속마을         | ↔        | 청계동주민센터  | 인덕원역, 인덕원고교, 숲속마을, 백운중교                                                                     | 40~50          | 2회 덕장중 통학노선 운행                                  |
| 14      | 덕장운수 | 학의동           | ↔        | 운중동          | 백운밸리, 학현마을, 새터마을, 원터마을, 하오개로육교                                                         | 20~50          |                                                           |

### 인접 지역 노선
| 지역   | 노선    |
| ------ | ------- |
| 군포시 | 10      |
| 안양시 | 6· 7· 8 |

## 사진

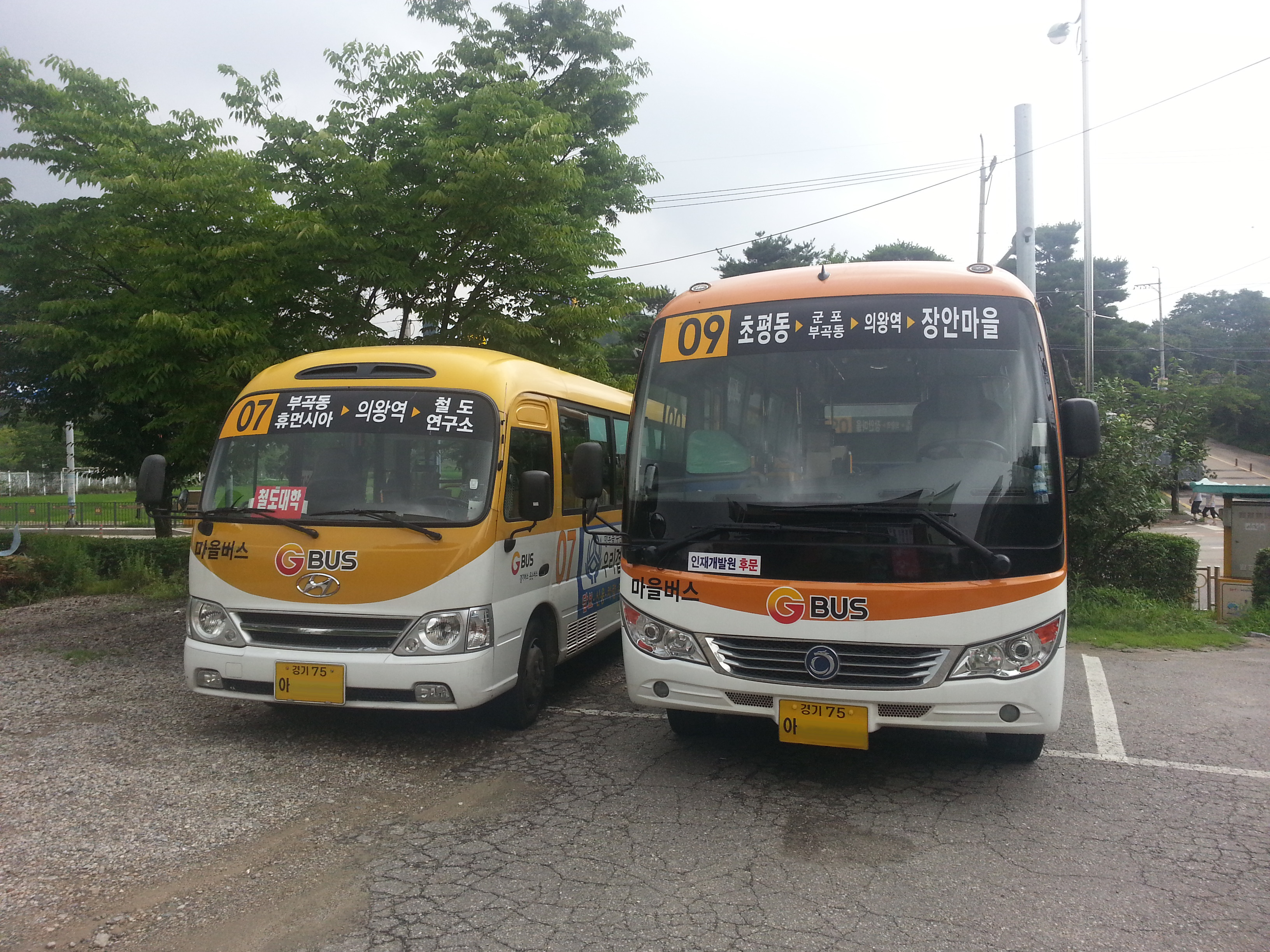
구 장안운수 07번(왼쪽)과 09번. 좌측차량은 대차되었고, 우측차량은 중고차량으로 매각되었다.
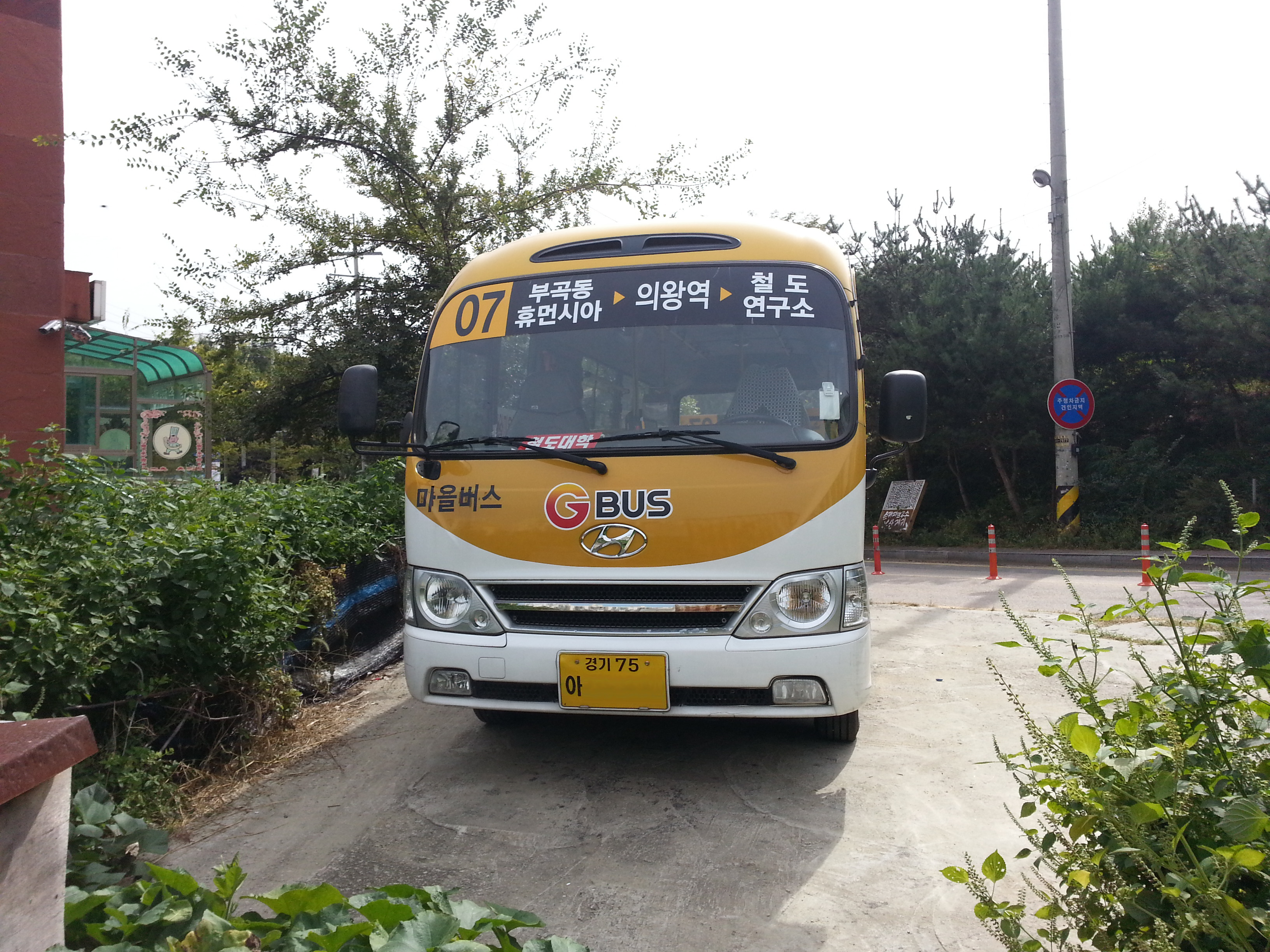
구 장안운수 07번. 위 차량은 대차되었다.
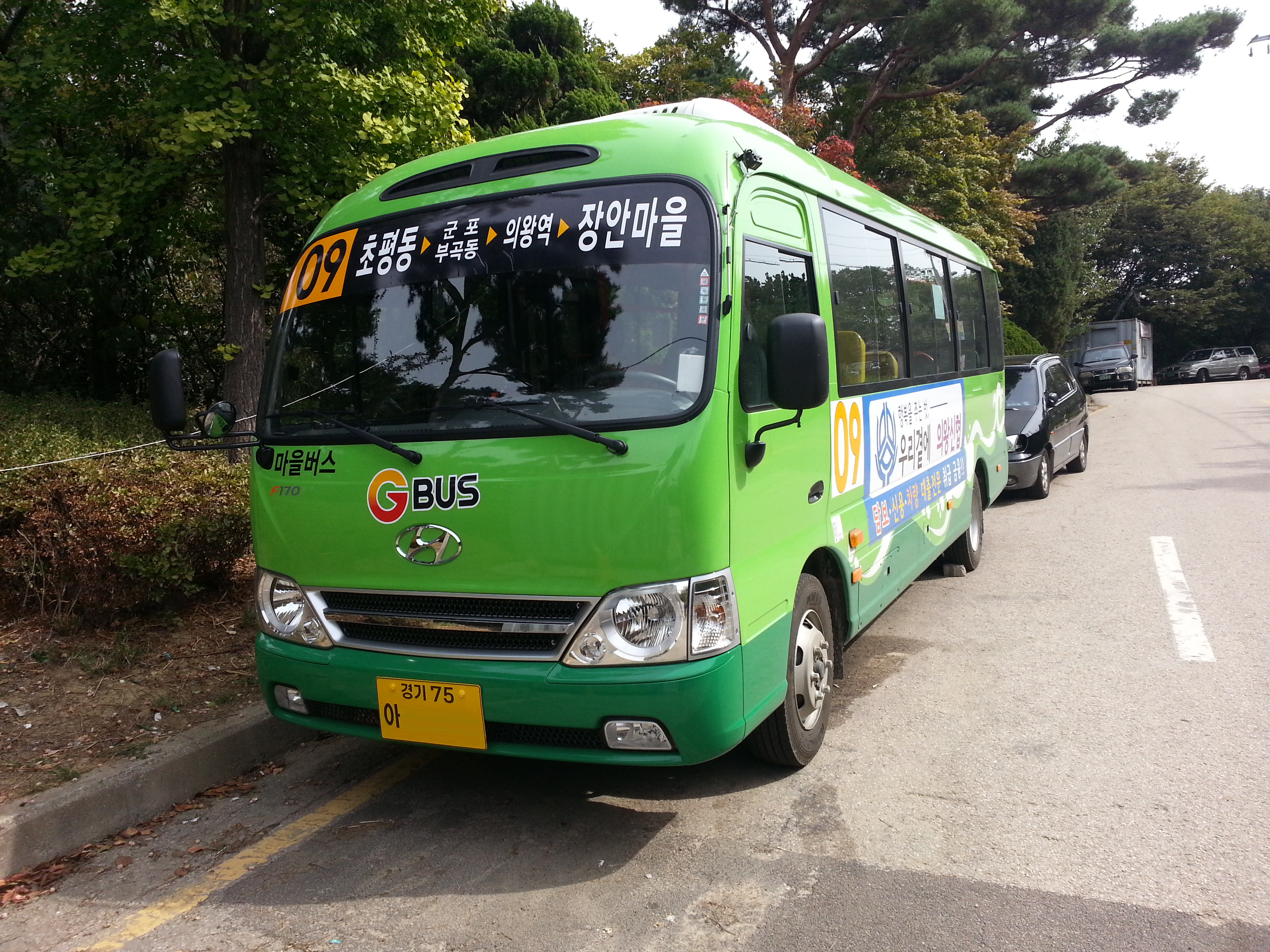
구 장안운수 09번